# Victor Antonescu
Pour les articles homonymes, voir Antonescu et Victor Antonescu (homonymie).
Victor Antonescu, né le 3 septembre 1871 à Antonești (ro), dans le județ de Teleorman, dans les principautés danubiennes (l'actuelle Roumanie), et mort le 22 août 1947 à Bucarest, est un homme politique et diplomate roumain.

## Biographie
Victor Antonescu a été Ministre des Finances entre 1935 et 1936, puis ministre des Affaires étrangères de la Roumanie du 28 août 1936 au 29 décembre 1937. En 1946, il a fait partie de la délégation roumaine à la Conférence de paix de Paris.